# George Henschel
Sir George Henschel, nascido Ismoa Georg Henschel (Breslau, 18 de fevereiro de 1850 — 10 de setembro de 1934) foi um barítono, pianista, compositor e maestro britânico.
Henschel nasceu no antigo território da Prússia, hoje parte da Polônia, foi educado como pianista, fazendo sua estréia pública em 1862 em Berlim. Ele apresentou-se, posteriormente, cantando, inicialmente e brevemente sendo um baixo profundo, mas depois desenvolveu sua voz baritonal. Em 1868 ele cantou a parte de Hans Sachs em "Meistersinger" em Munique. Em 1877 ele iniciou uma carreira de sucesso na Inglaterra, cantando nos concertos principais e em 1881 ele casou-se com a soprano americana Lilian June Bailey (1860-1901), com quem realizou diversos recitais. Henschel tinha um senso altamente desenvolvido para interpretações e estilo, o que fez dele um cantor ideal. Ele pode ser ouvido nos registros feitos em 1928 para a Columbia Graphophone Comp., cantando "Lieder" de Schubert e Schumann.
Henschel foi também um proeminente maestro nos Estados Unidos e na Inglaterra. Foi o primeiro diretor musical da Orquestra Sinfônica de Boston em 1881 e em 1893 o diretor musical da Real Orquestra National Escocesa, e mais tarde, começou uma bem sucedida série de concertos com a Orquestra Sinfônica de Londres, não tendo, após os concertos, nenhuma ligação com a orquestra. 
Henschel foi professor no Instituto de Arte Musical, em Nova Iorque, local onde conheceu sua segunda esposa, Amy Louis, que era uma de suas alunas.
Henschel faleceu em Aviemore, Escócia, onde ele mantinha uma casa de veraneio com sua esposa. Ele está enterrado nas proximidades de sua antiga casa.